# Rhino Cliffs
Die Rhino Cliffs (englisch) sind 150 bis 250 m hohe Kliffs auf der westantarktischen James-Ross-Insel. Sie erstrecken sich über eine Länge von 4 km vom St. Rita Point in nördlicher Richtung zum Coley South Glacier.
Das UK Antarctic Place-Names Committee benannte sie 2006 in Anlehnung an die deskriptive Benennung des Rhino Corner, der zu diesem Kliff gehört.